# Костёл Святой Ядвиги в Легницке-Поле
Костёл святой Ядвиги — церковь в селе Легницке-Поле, воеводство Нижнесилезское, Польша. Костёл, посвящённый святой Ядвиге Силезской, ранее был храмом бенедиктинского монастыря, ныне упразднённого; сейчас является приходской церковью прихода Воздвижения Святого Креста и святой Ядвиги.
Строительство костёла началось в 1719 году под руководством чешского архитектора Килиана Игнаца Динценхофера. В 1723 году аббат Отмар Зинке заложил первый камень будущего монастыря. Храм был освящён 7 октября 1731 года. К 1733 году была завершена внутренняя отделка, фрески свода были созданы баварским художником Космой Дамианом Асамой.
Храм богато украшен скульптурой, размещёной на фасаде и в интерьере церкви, на алтаре и на органе (скульптор Карл Йозеф Хернле). Орган был изготовлен местным мастером Адамом Горацио Каспарини .
1 мая 2004 года указом Президента Польши Александра Квасьневского костёл святой Ядвиги в Легницке-Поле был объявлен памятником истории Польши.

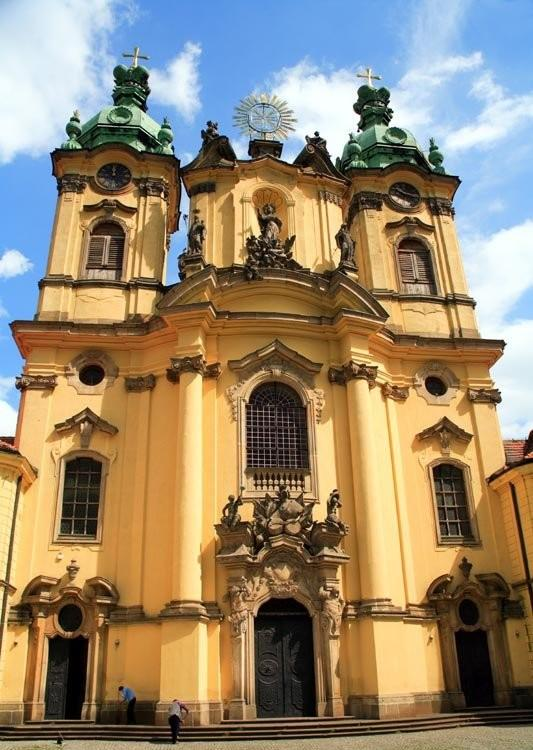
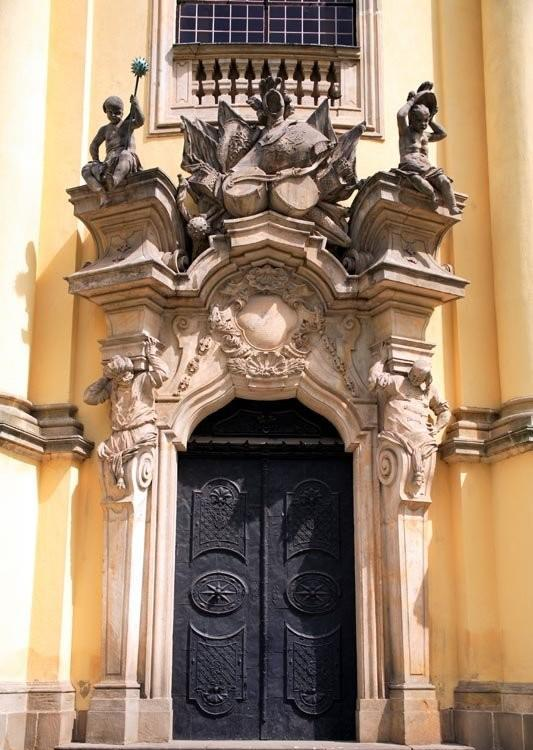
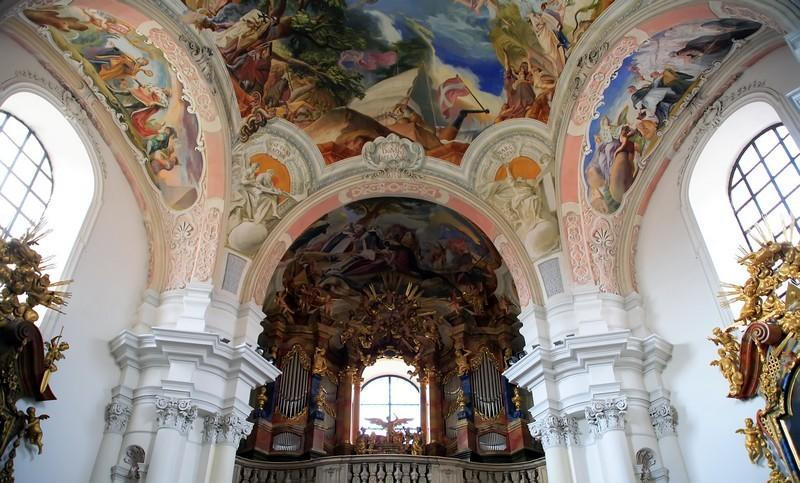
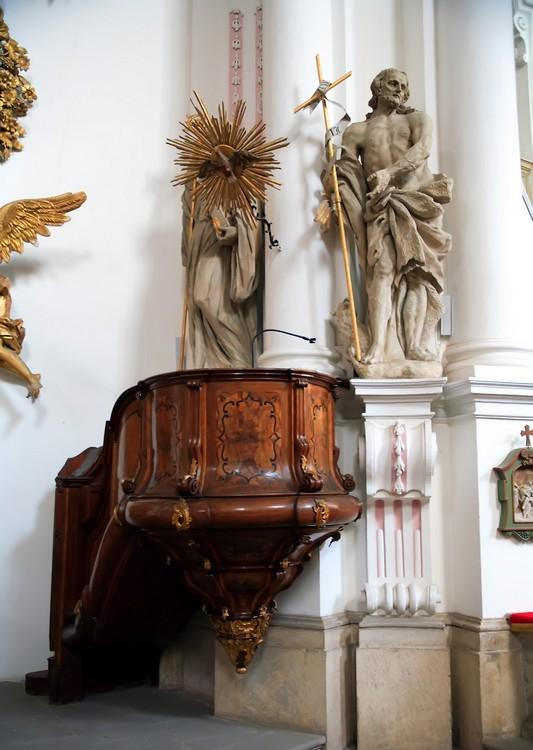